# Cuộc đời các danh nhân Hy Lạp và La Mã
Cuộc đời các danh nhân Hy Lạp và La Mã, còn gọi là Tiểu sử song đôi (tiếng Hy Lạp: Bíoi parálleloi; tiếng Latinh: Vitae parallelae) là một tác phẩm nổi tiếng của Plutarchus viết về cuộc đời các nhân việt kiệt xuất thời Hy Lạp - La Mã cổ đại.